# Обухов, Олег Александрович
Олег Александрович Обухов (6 мая 1923, Нижний Новгород — 22 мая 2016, там же) — советский, российский врач-хирург, учёный. Доктор медицинских наук, профессор. Народный врач СССР (1985).

## Биография
Родился в семье военнослужащих.
Участник Великой Отечественной войны, призван в июле 1942 года. Участник Сталинградской битвы, дошёл до Берлина.
В 1948 году окончил Горьковский медицинский институт.
С 1960 года — заместитель заведующего Горьковского областного отдела здравоохранения по лечебной части.
Более 50 лет работал хирургом в Нижнем Новгороде, в 1963—2001 годах — главный врач областной клинической больницы им. Н. Семашко. Совмещая теорию и практику лечебной деятельности, участвовал в практическом и теоретическом исследовании актуальных проблем современной хирургии.
Во время голодовок академика Андрея Сахарова, которые тот неоднократно объявлял, находясь в ссылке в Горьком, принимал активное участие в насильственной госпитализации академика в больницу им. Н. Семашко, отдавал распоряжение о его принудительном кормлении, участвовал в создании пропагандистских фильмов КГБ, рассказывающих о якобы добровольном пребывании академика в больнице. Съёмки в больнице велись скрытой камерой, А. Сахаров об этом не знал, что являлось нарушением врачебной этики.

В беседе со мной главный врач О. А. Обухов сказал: «Умереть мы Вам не дадим. Я опять назначу женскую бригаду для кормления с зажимом. Есть у нас в запасе и кое-что ещё. Но Вы станете беспомощным инвалидом».— Из письма А. Д. Сахарова президенту АН СССР А. П. Александрову.
Сам О. Обухов неоднократно отрицал свою причастность к методам, применявшимся к А. Д. Сахарову. Его точка зрения прозвучала в одном из выпусков телепрограммы «Взгляд» в 1990 году.
Избирался депутатом областного Совета народных депутатов нескольких созывов. Был членом партии «Единая Россия» и членом участковой избирательной комиссии.
Часто печатался в специализированных медицинских журналах и изданиях. Его перу принадлежат следующие книги и монографии, вышедшие отдельными изданиями в СССР и Российской Федерации:
- «Основоположники советской медицины». Москва, 1981 год.
- «От Пастера до наших дней». Москва, 1983 год.
- «Лечение клинически запущенных болезней». Нижний Новгород, 1988 год.

Скончался 22 мая 2016 года в Нижнем Новгороде. Похоронен на Бугровском (Красном) кладбище.

### Семья
- Первая жена Ариадна Александровна — участник ВОВ, доктор мед наук, профессор, зав кафедрой ГМИ им Кирова.
  - Дочери — Обухова Светлана Олеговна, Обухова Елена Олеговна — врачи.
- Жена — Ольга Дмитриевна, врач.

## Научные и почётные звания
- Заслуженный врач РСФСР
- Народный врач СССР (1985)
- Заслуженный деятель науки РСФСР
- Доктор медицинских наук
- Почётный гражданин города Нижнего Новгорода (1995)[7].
- Почётный гражданин Нижегородской области (1999)[8].

## Награды
- Орден Ленина
- Орден Октябрьской Революции
- Орден Красного Знамени
- Орден Отечественной войны I степени
- Орден Трудового Красного Знамени
- Орден Красной Звезды
- Орден «Знак Почёта»
- Орден Славы III степени